# Невзат Бейта
Невзат Бейта (на македонска литературна норма: Невзат Бејта; на албански: Nevzat Bejta) е политик от Северна Македония от албански произход.

## Биография
Роден е на 19 октомври 1961 година в гостиварското село Дуф. В периода 1981-1985 учи история във Философския факултет на Прищинския университет. Народен представител между 2002 и 2005. В периода 2005-2009 година е кмет на община Гостивар. През 2009 година става заместни-председател на Демократичния съюз за интеграция. На 28 юли 2011 става министър на местното самоуправление на Република Македония. От 2013 година е отново кмет на Гостивар.